# 교부학
교부학(Patristic 또는 Patrology)은 교회 교부로 지정된 초기 기독교 작가에 대한 연구이다. 이름은 라틴어 pater와 그리스어 πᾰτήρ(아버지)가 결합된 형태에서 유래되었다. 일반적으로 교부 시대(Patristic era)는 일반적으로 신약 시대 후기 또는 사도 시대 후기(AD 100경)부터 AD 451년(칼케돈 공의회 날짜) 또는 787년 제2차 니케아 공의회까지로 간주된다.

## 위치
초기 교회 교부들의 주요 위치는 로마, 콘스탄티노폴리스, 알렉산드리아, 안티오키아, 카르타고 주변 서부 북아프리카 지역이었다. 밀라노와 예루살렘도 유적지였다.

## 같이 보기
- 초기 기독교
- 나그함마디 문서
- 파피루스학